# Graublatt-Funkie

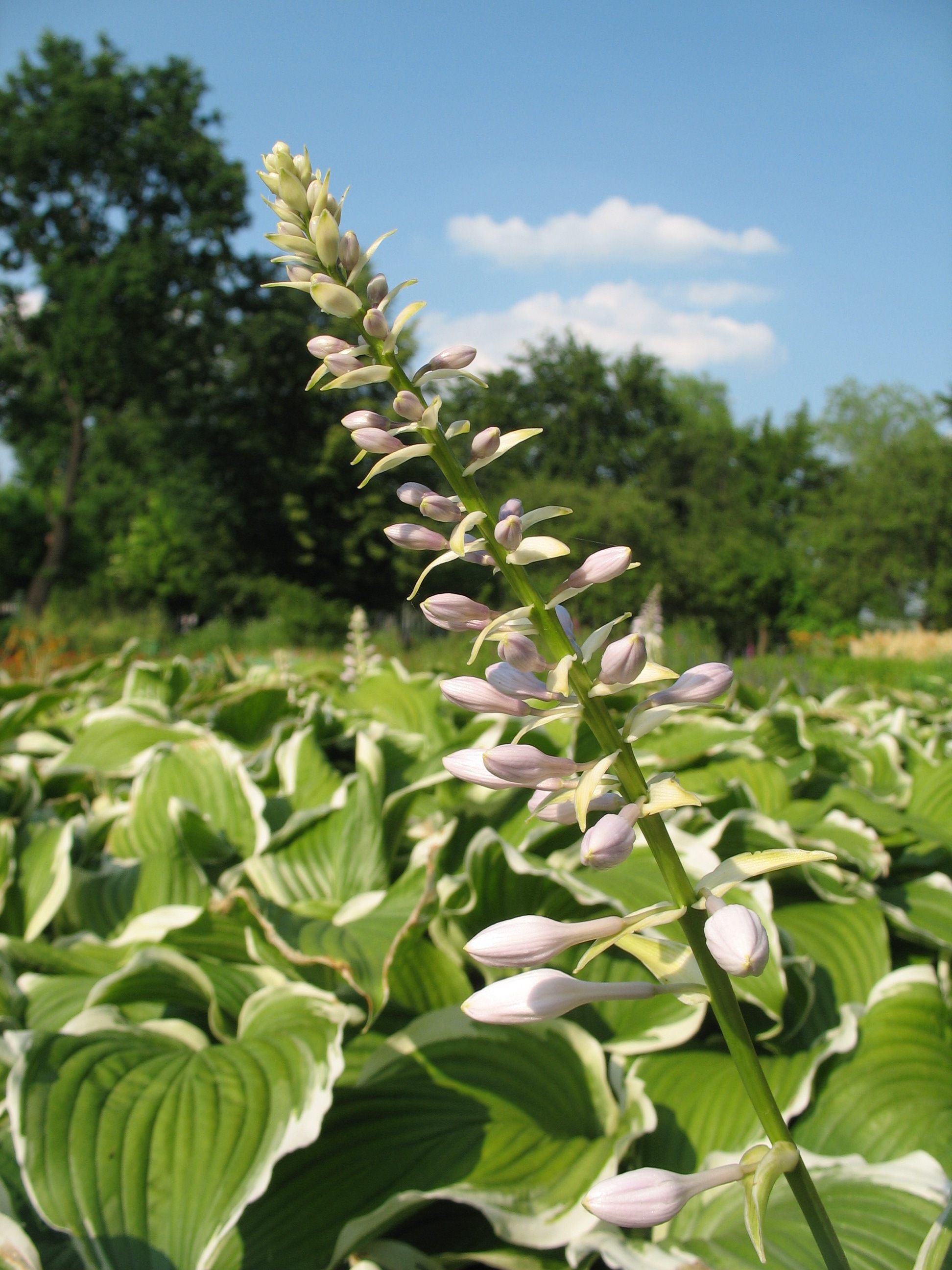
Sorte 'Albomarginata'

Die Graublatt-Funkie (Hosta 'Fortunei') ist eine japanische Hybridsippe aus der Gattung Funkie (Hosta) in der Familie der Agavengewächse (Agavaceae).

## Merkmale
Die Graublatt-Funkie ist eine ausdauernde krautige Rhizom-Pflanze, die Wuchshöhen von 40 bis 70 (selten bis 95) Zentimeter erreicht. Der Stängel ist deutlich länger als die Blattrosette. Die Blattspreite misst 10 bis 20 (selten bis 30) × 5 bis 11 (20) Zentimeter. Sie besitzt 8 bis 10 Paare von Seitennerven und ihre Oberseite ist nur leicht oder nicht blaugrün. Der Blütenstiel hat eine Länge von ungefähr 35 Zentimeter, ist geflügelt und tief rinnig. Die Blüten sind hellviolett.
Die Blütezeit reicht von Juli bis August.

## Herkunft
Die Graublatt-Funkie ist eine japanische Hybridsippe, deren Ursprung unklar ist. Ein Elternteil ist möglicherweise die Blaublatt-Funkie (Hosta sieboldiana).

## Nutzung
Die Graublatt-Funkie wird verbreitet als Zierpflanze für schattige Staudenbeete genutzt. Sie ist seit spätestens 1875, möglicherweise auch bereits seit 1866 in Kultur.
Wichtige Sorten sind:
- Große Weißrand-Funkie 'Fortunei Obscura': Der Stängel ist 50 bis 95 Zentimeter lang. Die Blattspreite erreicht bis zu 30 × 16 Zentimeter und ist eiförmig, zugespitzt sowie in unterschiedlicher Breite weiß berandet.
- Frühlingsgold-Funkie 'Fortunei Aurea': Die Blätter sind im Austrieb leicht gerunzelt, goldgelb und leicht vergrünend.
- Gelbe Grünrand-Funkie 'Fortunei Albopicta': Der Blattrand ist dunkelgrün, die Blattmitte goldgelb.
- Grüne Goldrand-Funkie 'Fortunei Aureomarginate': Die Blattspreite ist dunkelgrün und hat einen breit gelben Rand.
- Hyacinthen-Funkie 'Fortunei Hyacinthina': Die Pflanze erreicht Wuchshöhen von 50 bis 70 Zentimeter. Die Blattspreite ist leicht runzelig und meergrün. Ihre Unterseite weißlich bereift. Sie weist 8 bis 9 Nervenpaare auf. Die Blüten sind kräftig violett. Die Deckblätter sind groß, steif und violett.

## Synonyme
- Hosta × fortunei (Baker) L.H.Bailey
- Hosta sieboldiana var. fortunei (Baker) Asch. et. Graebn.

## Belege
- Eckehart J. Jäger, Friedrich Ebel, Peter Hanelt, Gerd K. Müller (Hrsg.): Rothmaler Exkursionsflora von Deutschland. Band 5: Krautige Zier- und Nutzpflanzen. Spektrum Akademischer Verlag, Berlin Heidelberg 2008, ISBN 978-3-8274-0918-8.